# Futbolniy Klub Abdysh-Ata
O Futbolniy Klub Abdysh-Ata é um clube de futebol do Quirguistão fundado em 1992 na cidade de Kant. Disputa a primeira divisão do Campeonato Quirguiz de Futebol.

## Títulos
- Campeones 3 vezes
  - 2022, 2023, 2024

- Copa do Quirguistão: 5 vezes
  - 2007, 2009, 2011, 2015, 2022

- Copa Ala-Too:  1 vez
  - 2010